# 엘렌 프라이스

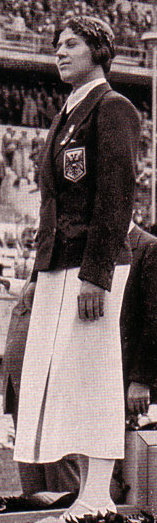

엘렌 뮐러프라이스(독일어: Ellen Müller-Preis, 1912년 5월 6일 ~ 2007년 11월 18일)는 오스트리아의 펜싱 선수이다.
베를린에서 태어난 유대인으로서 18세 때에 빈으로 건너가서 펜싱 실습을 시작하였다. 1년 후, 빈에서 열린 유럽 선수권 대회에 나가 3위를 하였다. 3회의 세계 타이틀(1947, 1949, 1950)과 17회의 국내 타이틀을 우승한 프라이스는 1949년 "올해의 오스트리아 여성 선수"로 선정되었다.
독일과 오스트리아의 이중 국적으로서 1932년 로스앤젤레스 올림픽에서 독일을 위해 시합에 나가려 했으나, 거절당하였다. 결국 오스트리아를 대표하여 개인 플레뢰에서 첫 금메달을 획득하였다. 1936년과 1948년 하계 올림픽에서 동메달을 딴 그녀는 베를린 올림픽에서 메달을 획득한 유대인 선수들 중의 하나였다.
44세의 나이로 1956년 멜버른 올림픽에 마지막으로 출전하여 첫 라운드에서 7위로 왔다. 은퇴 후, 프라이스는 음악에 관련되어 호흡과 에너지를 강화하고 긴장의 몸을 풀어 목소리를 자유롭게 감돌게 하는 동작 기술을 개발하였다. 빈 대학교의 음악과 공연 예술 학과의 교수를 지내면서, 빈 국립 오페라 극장의 오픈스튜디오를 감독하는 등의 활동을 벌였다. 95세의 나이에 신부전으로 사망하였다.